# Franz Nissl

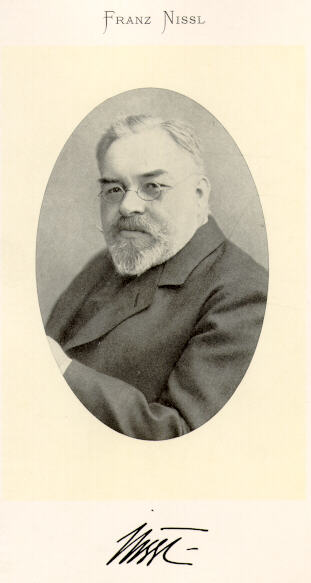
Franz Nissl.

Franz Nissl, född 9 september 1860 i Frankenthal (Pfalz), död 11 augusti 1919 i München, var en tysk läkare.
Nissl blev medicine doktor 1885, docent 1896, 1901 extra ordinarie och 1904 ordinarie professor i psykiatri i Heidelberg. Han studerade särskilt den finare byggnaden av det centrala nervsystemet i normalt tillstånd och vid sjukliga förändringar.